# Chondracanthus gracilis
Chondracanthus gracilis är en kräftdjursart som beskrevs av John Fraser 1920. Chondracanthus gracilis ingår i släktet Chondracanthus och familjen Chondracanthidae.

## Underarter
Arten delas in i följande underarter:
- C. g. gracilis
- C. g. intermedia